# Rumelihisarı
Rumelihisarı Isztambul egyik fontos erődítménye a Boszporusz partján, az anatóliai oldalon párja az Anadoluhisarı. Az erődöt II. Mehmed építtette, amikor Konstantinápoly elfoglalására készült. A két erődből kontrollálták a Boszporusz északi részéből érkező hajóforgalmat, ezzel elvágva a város utánpótlásait. Az erődöt mindössze négy hónap alatt építették fel, a szultán kegyeiért egymással versengő pasák. A város elfoglalása után katonai szerepet többé nem töltött be az erőd. Később használták laktanyának, börtönnek majd szabadtéri színháznak is.
Az elnevezés egyben Isztambul Sarıyer kerületének egyik mahalléját is jelöli. Az épület 1960 óta múzeumként, illetve koncertteremként funkcionál.